# EXPLANNER/J
EXPLANNER/J（エクスプランナー・ジェイ）は日本電気(NEC)が販売している製造業向けERPパッケージソフトウェア。中堅企業向けのERPパッケージソフトウェアとして、国内ではじめて開発環境（EJ/Studio）とのセット販売を行った製品である。派生製品として、自動車部品製造業向けの「EXPLANNER/Ja（エクスプランナー・ジェイエイ）」と食品製造業向けの「EXPLANNER/Jf（エクスプランナー・ジェイエフ）」が存在する。
なお製品名末尾の「J」は、Javaの頭文字に由来する。

## 歴史
EXPLANNER/Jは、1998年7月に出荷を開始したNECの製造業向けERPパッケージソフトウェア「EXPLANNER/M」をベースに、そのWeb対応版として開発された。2003年10月より販売開始。
初版(Ver.1)ではHTMLベースであったが、操作性を向上させるためVer.2からFlashベースに変更になった。
2020年末でFlashPlayerがEOLとなることを受けてVer.4からはFlashベースからHTML5ベースに変更になった。

## 開発方法
Model Driven Architecture(モデル駆動型アーキテクチャー)を実現しているExplanner/J Studioを利用して開発する。
Microsoft Visioを利用して機能単位の画面および処理、データベースの関係を定義し、画面の設計はAdobe Dreamweaverを利用して大まかな画面構成を設計する。処理の設計は、Microsoft Excelを利用してボタンに対するイベント処理定義と入出力するフィールド定義、実行するSQL文の定義をすることで、JavaおよびJSPソースが自動生成される。